# 秋田県道71号大曲横手線
秋田県道71号大曲横手線（あきたけんどう71ごう おおまがりよこてせん）は、秋田県大仙市から横手市に至る県道（主要地方道）である。

## 概要
当道路は秋田自動車道 大曲IC - 横手IC間のほぼ北東側、JR東日本 奥羽本線の西側を北から南へ平野部を縦貫する主要地方道である。
大曲ICから南西1.5kmの国道105号交点から当道路（秋田県道36号大曲大森羽後線重複）が始まり、いったん横手市に入ったあと大森PA付近北側から秋田自動車道を立体交差した先の交点で県道36号から分岐する。
秋田自動車道を再度立体交差して再び大仙市に入ると、秋田県道13号湯沢雄物川大曲線に接続したあと角間川で南に進路を変えて秋田自動車道と並行しながら再び横手市に入ると横手川沿いへ進路を変え、国道13号横手バイパスに合流する。

### 路線データ
- 総延長 : 17.698 km[2]
- 実延長 : 15.414 km[2]
- 起点 : 秋田県大仙市内小友字上余り目59番（余目交差点、国道105号・秋田県道36号大曲大森羽後線交点）[3]
- 終点 : 秋田県横手市八幡字石町4番5（石町交差点、国道13号交点）[3]
- 未供用区間 : なし[2]

## 歴史
- 1993年（平成5年） 5月11日 - 建設省から、県道角間川横手線・県道川西六郷線の一部が大曲横手線として主要地方道に指定される[4]。
- 1994年（平成6年）4月1日 - 主要地方道に指定された区間が秋田県道に認定される[3]。

## 路線状況
横手市の区間では沿線に2013年に横手市立横手北中学校が、2016年に横手市立横手北小学校が開校し、路線の拡幅事業（総事業費4.8億円）を2012年から2015年にかけて行った。

### 重複区間
- 秋田県道36号大曲大森羽後線：大仙市内小友・余目交差点起点 - 横手市大森町板井田字上三ツ屋・三ツ屋交差点[6]
- 秋田県道116号川西六郷線：横手市大森町板井田字上三ツ屋・三ツ屋交差点 - 大仙市角間川町二本杉・交点

### 冬期閉鎖区間
- なし[7]

### 交通不能区間
- なし[8]

## 地理

### 通過する自治体
- 大仙市 - 横手市 - 大仙市 - 横手市

### 交差する道路
| 施設名       | 接続路線名                                           | 備考          | 所在地                                                      |
| ------------ | ---------------------------------------------------- | ------------- | ----------------------------------------------------------- |
| 余目交差点   | 国道105号 （= 秋田県道36号大曲大森羽後線 重複）      | 起点          | 大仙市内小友字上余り目                                      |
| 三ツ屋交差点 | 秋田県道36号大曲大森羽後線                           | 県道116号起点 | 横手市大森町板井田北緯39度24分19.23秒 東経140度26分57.02秒  |
|              | 秋田県道13号湯沢雄物川大曲線 秋田県道116号川西六郷線 |               | 大仙市角間川町二本杉北緯39度24分1.93秒 東経140度28分26.57秒 |
| 寺村交差点   | 秋田県道266号耳取後三年停車場線                      |               | 横手市黒川字寺村北緯39度21分41.21秒 東経140度30分34.74秒    |
| 番匠田交差点 | 秋田県道267号金沢吉田柳田線                          |               | 横手市上境字番匠田北緯39度20分49.1秒 東経140度32分1.15秒    |
| 石町交差点   | 国道13号                                             | 終点          | 横手市八幡字石町                                            |

### 沿線の施設
- 横手黒川郵便局
- 黒川地区交流センター（オアシス館）
- 横手市立横手北中学校
- 横手市立横手北小学校
- 横手学校給食センター